# Obernricht
Obernricht ist ein Gemeindeteil der Stadt Freystadt im Landkreis Neumarkt in der Oberpfalz in Bayern.

## Ortsnamendeutung
„Obernricht“ ist ein Rodungsname, aus „Ruit/Riut/Reut“ wurde „-richt“. „Obern-“ steht in Unterscheidung zu „Nieder“-richt, dem heutigen Schmellnricht, und bezeichnet die höher gelegene Rodung.

## Lage
Das Reihendorf liegt südwestlich am Fuß des auf 564 m ü. NHN ansteigenden Röschbergs und westlich des 559 Meter hohen Kesselberges. Es ist durch drei Gemeindeverbindungsstraßen zu erreichen; eine führt vom südlich gelegenen Burggriesbach nach Obernricht, die beiden anderen führen von Obernricht in Richtung Westen und in Richtung Nordwesten zur Kreisstraße NM 5. Zwei landwirtschaftliche Verkehrswege führen bis auf 508 Meter Höhe in die Mulde zwischen den beiden Erhebungen und umkreisen einen nach Obernricht führenden Quellbach, der im Dorf verrohrt ist und nach der Vereinigung mit einem weiteren Quellbach südlich des Dorfes schließlich in nordwestlicher Richtung der Schwarzach zufließt.

## Geschichte
1879 wurde in der Flur zwischen Burggriesbach un Obernricht ein Brandhügelgrab aufgedeckt; elf weitere Hügelgräber der Hallstattzeit sind bereits vorher unsachgemäß ausgegraben worden.
Die erste urkundliche Bezeugung von Obernricht findet man für den 5. Februar 1249. In dieser Urkunde bestätigte der Eichstätter Bischof Heinrich dem Zisterzienserinnenkloster Seligenporten den Besitz von drei Höfen in „Ruit“ als zur Grundausstattung des Klosters gehörend. 1284 vermachte Berthold von Mässingen (= Obermässing) testamentarisch ein Gut zu „Riut“ dem Deutschen Orden; jedoch erreichte drei Jahre später Graf Gebhard von Hirschberg, dass „Ruth“ ihm zugesprochen wurde. Spätestens 1377 gehörten dem Zisterzienserinnenkloster vier Höfe in Obernricht, über die das Kloster auch die Niedergerichtsbarkeit ausübte. Die Vogtei, ursprünglich ein Lehen der Grafen von Hirschberg, war vermutlich an die Herrschaft Jettenhofen übertragen; als die Hirschberger Grafen 1305 ausstarben, gelangten die Besitzungen der Herrschaft Jettenhofen zum Teil an Bayern, das die vogteimäßig strittigen Güter 1586 an das Hochstift Eichstätt veräußerte. Zwischenzeitlich, so für 1477 nachgewiesen, besaßen die Schenken von Geyern fünf Hofstätten in Obernricht als bayerischen Lehengut, die 1491 in andere Hände übergingen. Eichstätter Lehenansprüche auf die betreffenden vier Höfe und zwei Sölden waren nicht durchsetzbar. Erst der Kauf im Jahr 1586 durch den Eichstätter Bischof Martin von Schaumberg löste die strittige Frage.
Vermutlich gingen im Landshuter Erbfolgekrieg 1504 einige Bauernhäuser in Obernricht zugrunde. Der Dreißigjährige Krieg zog ebenfalls Obernricht in Mitleidenschaft, insbesondere in den Kriegsjahren 1632 bis 1634. Das Jettenhofer Steuerregister von 1642 schreibt bei Obernricht: „nihil“ (= nichts), die Anwesen standen öde. Erst 1644 war wieder ein Hof besetzt. 1658 waren fünf der Eichstätter Güter wieder besetzt. Einer der Seligenportener Höfe lag noch 1695 öde.
Die Hochgerichtsbarkeit über Obernricht war lange Zeit zwischen dem Hochstift und Kurbayern mit dessen Neumarkter Amt umstritten; eine Einigung gelang erst durch den am 30. Januar 1767 ratifizierten Staatsvertrag zwischen Eichstätt und Bayern. Obernricht wurde mit dem Vertrag landeshoheitlich Kurbayern zugesprochen, während die grundherrlichen Rechte und die niedere Gerichtsbarkeit der Eichstätter Güter beim Unteren Hochstift verblieben.
Laut einem Lagerbuch von 1786 der eichstätt-hochstiftischen Hofmark Thannhausen gehörten dem Hochstift Eichstätt in Obernricht sieben Grundholden, nämlich zwei ganze Höfe, zwei Halbhöfe, ein 1/8 Gut und zwei je 1/16 Güter. Diese unterstanden steuerhoheitlich und niedergerichtlich dem eichstättischen Kastenamt Jettenhofen, das zugleich für die Verwaltung der Hofmark Thannhausen zuständig war. 1586 war die Familie von Hirnheim, die in Jettenhofen das Amt innehatte, erloschen, und das Amt war an das Hochstift gekommen. Grundbesitz in Obernricht hatte nach wie vor auch das Klosterrichteramt Seligenporten (vier Gütlein). Das Hirtenhaus war pfalz-neuburgisch; mehrere Obernrichter Bauern besaßen – so 1771 – auch Eigengüter, die der Seelenkapelle in Günching gült- und zinspflichtig waren. Außerdem besaß das Eichstätter Domkapitel in der Obernrichter Flur „einiges Grundeigentum“; der zuständige Kasten des Domkapitels stand in Berching. An der Spitze des Dorfes stand – so 1567 nachweisbar – ein Vierer. Die Gemeinde besaß aus sehr früher Zeit einen Wald von 65 Tagwerken.
Um 1800, im Ausgang des Alten Reiches, umfasste das Dorf elf Haushalte, dazu das Hirtenhaus. Eine 1753 noch erwähnte Wirtschaft auf einem der Anwesen bestand zu dieser Zeit nicht mehr. Das Königreich Bayern brachte der Gemeinde Obernricht ein Ende ihrer Selbständigkeit, sie wurde 1808 Teil des Steuerdistrikts Großberghausen, aus dem 1811 die Ruralgemeinde Großberghausen wurde. Das Gemeindeedikt von 1818 bildete aus Obernricht, der Einöde Fuchsmühle und den Dörfern Höfen und Schmellnricht die Ruralgemeinde Schmellnricht im Landgericht Neumarkt, ab 1827 im Landgericht Beilngries. Damit war die Gemeindebildung für Obernricht noch nicht abgeschlossen: Am 23. Juni 1831 wurden Obernricht, Höfen und die Fuchsmühle von Schmellnricht abgetrennt und zur Ruralgemeinde Höfen im Landgericht (und späteren Landkreis) Beilngries zusammengeschlossen. 1830 wohnten 60 Personen in den zwölf Anwesen Obernrichts, 1900 und 1950 73. Im Sommer 1849 vernichtete ein Hagelschlag die gesamte Ernte, woraufhin zur Linderung der Not Spendenaufrufe durch das königliche Staatsministerium des Innern gestattet wurden. 1871 wurden im Dorf zwei Pferde und 72 Stück Rindvieh gehalten.
1908 wurde in Obernricht eine Wasserversorgungsanlage errichtet. Damit verfügte der Ort früher als andere Dörfer in der Umgebung über fließendes Wasser. Nach einem Brand des Hirtenhauses wurde 1912 am südwestlichen Ortsrand ein neues Hirtenhaus errichtet. Dieses wurde später vom letzten Dorfhirten gekauft. Um 1925 wurde Obernricht an die Stromversorgung angeschlossen; anfangs konnten jedoch nur zwei schwache Glühbirnen pro Haus betrieben werden.
Nach dem Zweiten Weltkrieg versuchte die amerikanische Administration, größere Gemeinden zu bilden, die in etwa die Größe der Pfarreien haben sollten. Aus diesem Grund wurde Obernricht ab 1945 der Gemeinde Burggriesbach zugeschlagen. Diese Eingemeindung bewährte sich jedoch nicht, so dass knapp zwei Jahre später wieder die ursprüngliche Gemeinde aus Höfen und Obernricht gebildet wurde.
1957 wurde mit der Drainage der Obernrichter Flur begonnen. Im Zuge dieser Maßnahme wurde auch der bis dahin durch den Ort fließende, offene Graben verrohrt. Die Fertigstellung der gesamten Entwässerungsanlage dauerte bis 1964. Im Herbst 1964 wurde die Flurbereinigung in Angriff genommen, welche 1972 mit der Abrechnung abgeschlossen wurde. Anschließend wurde noch eine Straßenbeleuchtung installiert. Probleme bereitete die Aufteilung des Gemeindewaldes, in dem die elf Anwesen, die sog. Rechtler, Nutzungsrechte hatten. Diese sollten aufgehoben und dafür die Grundstücke aufgeteilt werden; dieses Verfahren wurde von 1965 bis 1980 durchgeführt.
Mit der Gebietsreform in Bayern wurde die Gemeinde Höfen aufgelöst und Obernricht zum 1. Juli 1972 in die Stadt Freystadt des oberpfälzischen Landkreises Neumarkt eingemeindet. 1987 war das Dorf auf 15 Wohngebäude mit insgesamt 18 Wohnungen angewachsen.
Nachdem die Wasserversorgungseinrichtung von 1908 sanierungsbedürftig geworden war, entschieden sich die Ortsbürger für einen Anschluss an die Freystädter Wasserversorgungsanlage. Im Jahre 1989 wurde die neue Einrichtung gebaut und zum Abschluss ein Dorfbrunnen errichtet, der mit Wasser aus der alten Anlage gespeist wird.

### Einwohnerentwicklung
- 1830: 60[19]
- 1871: 59[21]
- 1900: 73[23]
- 1937: 59[24]
- 1950: 73[25]
- 1961: 58[26]
- 1970: 57[27]
- 1987: 62[22]

## Kirchliche Verhältnisse
Zehentherren in Obernricht waren das Kloster Rebdorf seit 1309, das Kloster Plankstetten (für 1392 nachgewiesen) und das Hochstift Eichstätt selbst, das seine Zehentteile mehrmals an unterschiedliche Lehensnehmer vergab. Diese Zehentrechte gingen wie alle anderen klösterlichen und hochstiftischen Besitzungen infolge der Säkularisation an das neue Königreich Bayern (1806) über. Kirchlich gehörte das Dorf bis ins 16. Jahrhundert zu der seit 1183 dem Kloster Plankstetten inkorporierten Pfarrei Sulzkirchen und dann zur Pfarrei Forchheim, nachdem dort 1540 durch das kurpfälzische Schultheißenamt Neumarkt die Reformation eingeführt worden war. 1580 wurde Forchheim zur – calvinischen – Pfarrei erhoben. Nach der Gegenreformation (1625) wurde Obernricht zusammen mit Lauterbach, Schmellnricht und Höfen 1706 der katholischen Pfarrei Burggriesbach, 1805 abermals der seit der Gegenreformation wieder katholischen Pfarrei Forchheim zugewiesen. 1885 erfolgte die erneute Einpfarrung in die Pfarrei Burggriesbach, wohin auch die Kinder zur Schule gingen.
In „früherer Zeit“ (belegt für 1709) feierte Obernricht seine eigene Kirchweih um „Jakobi“; allerdings ist unklar, auf welche Kirche sich diese bezog, da das Dorf selbst keinen Sakralbau besaß. Die jetzige Ortskapelle wurde erst 1836/37 erbaut. Sie enthält ein „zierliches“ Barockaltärchen um 1700, das wohl aus Abenberg stammt. Statt eines Altarbildes zeigt es eine geschnitzte Gruppe der Himmelfahrt Mariens und im oberen Auszug die hl. Dreifaltigkeit mit Engeln; die beiden Stifterwappen konnten bislang nicht zugeordnet werden.
Gegen Ende der 1970er Jahre wurde in die Kapelle eingebrochen und sieben Figuren sowie das Altarkreuz entwendet. Dieser Einbruch konnte nicht aufgeklärt werden. Die Dreifaltigkeitsgruppe wurde wieder ergänzt.

## Baudenkmäler
Außer der Ortskapelle gilt das Bauernhaus mit der Hausnummer 2 als Baudenkmal; es handelt sich um einen Wohnstallbau des 18./19. Jahrhunderts.

## Persönlichkeiten
- Felix Mader (* 28. November 1867 in Obernricht; † 16. August 1941), Priester der Diözese Eichstätt und Kunsthistoriker im Dienste des Königreichs Bayern, maßgeblicher Bearbeiter des bayerischen Kunstdenkmälerinventars